# Borettslaget
Borettslaget är en norsk humoristisk tv-serie, skapad av komikern Robert Stoltenberg i början av 2000. Serien sändes ursprungligen på NRK hösten 2002 och har senare utgivits på DVD. Handlingen utspelar sig i Tertitten Borettslag (i verkligheten Engelsborg borettslag, vid Carl Berners plass i Oslo). Flertalet roller i serien spelas av Robert Stoltenberg. Serien följdes upp av två nya säsonger, 2006 respektive 2008.

## Priser
- "Beste humorprogram/satire", Gullruten 2002